# Stylidium striatum
Stylidium striatum är en tvåhjärtbladig växtart som beskrevs av John Lindley. Stylidium striatum ingår i släktet Stylidium och familjen Stylidiaceae. Inga underarter finns listade i Catalogue of Life.